# Talaspus spinimanus
Genre
Espèce
Talaspus spinimanus, unique représentant du genre Talaspus, est une espèce d'opilions laniatores de la famille des Assamiidae.

## Distribution
Cette espèce est endémique de la province de Gaza au Mozambique. Elle se rencontre vers Mecatene.

## Description
Le mâle syntype mesure 5 mm et la femelle syntype 5 mm.

## Publication originale
- Roewer, 1935 : « Alte und neue Assamiidae. Weitere Weberknechte VIII (8. Ergänzung der "Weberknechte der Erde" 1923). » Veröffentlichungen aus dem Deutschen Kolonial- und Übersee-Museum in Bremen, vol. 1, no 3, p. 1–168.